# Txema
Josep Manuel García Luena – „Txema” (ur. 4 grudnia 1974) – andorski piłkarz, występujący na pozycji obrońcy lub pomocnika. Od 1997 do 2009 zawodnikiem reprezentacji Andory, w której barwach rozegrał 71 meczów.